# Terroriste (roman)
Pour les articles homonymes, voir Terroriste.
Terroriste (titre original en anglais Terrorist) est le vingt-deuxième et avant-dernier roman de l'écrivain américain John Updike publié originellement le 2 juin 2006 aux États-Unis et en français le 13 mars 2008 aux éditions du Seuil.

## Écriture du roman
À la suite des attentats du 11 septembre qui ont bouleversé les États-Unis et destabilisé le monde, John Updike décide d'écrire un roman sur les mécanismes qui poussent un jeune musulman américano-égyptien manipulé par un imam vers le terrorisme. À cette fin, il entreprend un important travail documentaire pour coller au plus près de la réalité, et décide de visiter la communauté musulmane de Paterson dans le New Jersey, ville dont il s'inspirera pour situer l'action de la cité fictive de New Prospect du roman. Il décide également de faire appel à un diplômé universitaire arabisant, Shady Nasser, pour réaliser les translittérations du Coran présentes dans son livre, résultat de sa lecture du livre saint de l'Islam.

## Réception critique
Le roman est très diversement accueilli par la critique américaine à sa parution aux États-Unis, même au sein d'une même rédaction comme celle du New York Times,,. En Europe, pour le journal suisse Le Temps, le « romancier américain [qui] cherche la source du rejet violent de la société occidentale par une frange musulmane [...] ne la trouve pas ». Pour Lila Azam Zanganeh dans Le Monde, John Updike – prennant la position inverse de la plupart des auteurs américains sur le choc du 11 septembre – pose la « singulière perspective de "naître américain et devenir terroriste" » en adoptant « la voix de l'autre ». Cependant elle considère que le « thriller cousu de fil blanc [... est] un roman didactique, qui frise la caricature culturelle et semble par moments un "abécédaire du fondamentalisme" » ce qui lui apparaît peu convaincant et plausible. À la mort d'Updike en 2009, Mathieu Lindon dans le journal Libération rappelle également que Terroriste peut engendrer « un certain ennui » chez le lecteur, comme avec un certain nombre des derniers romans de l'auteur du « cycle Rabbit Angstrom » selon le critique.

## Éditions
- (en) Terrorist, Alfred A. Knopf Publishers, 2006  (ISBN 978-0307264657), 310 p.
- Terroriste , trad. Michèle Hechter, coll. « Cadre vert », éditions du Seuil, 2008  (ISBN 9782020920865), 348 p.[8]
- (en) Terrorist, Random House, 2007  (ISBN 9780345493910), 320 p.
- Terroriste , trad. Michèle Hechter, Points no , 2009  (ISBN 9782757813966), 352 p.